# Villarmuerto
Villarmuerto település Spanyolországban, Salamanca tartományban. Villarmuerto Puertas, Espadaña, Peralejos de Arriba, Peralejos de Abajo, Vitigudino, Sanchón de la Ribera és Brincones községekkel határos. Lakosainak száma 40 fő (2024).

## Népesség
A település népessége az elmúlt években az alábbi módon változott:
| Lakosok száma | 63   | 52   | 49   | 47   | 44   | 41   | 42   | 40   | 39   | 40   |
|               | 2001 | 2004 | 2007 | 2009 | 2012 | 2014 | 2017 | 2019 | 2022 | 2024 |